# Jerada
Jerada is een stad in Marokko en is de hoofdplaats van de provincie Jerada. In 2004 telde Jerada 43.916 inwoners. In de maand juni van 1948 was Jerada het toneel van een pogrom tegen de Joodse bevolking van de stad.
Jerada ligt niet ver van Oujda en de Algerijnse grens.